# Apostolado Positivista do Brasil
O Apostolado Positivista do Brasil foi um núcleo dos adeptos da filosofia de Augusto Comte que acreditava que um país deveria ser governado por um grupo de intelectuais capacitados e não por uma família, no poder por hereditariedade.
Após a queda do império, durante o período de instalação da república, o grupo realizou manifestações projetando suas opiniões acerca de como deveria ser a nova configuração do Estado em formação. Posicionavam-se contra o conceito de soberania popular e defendiam a nomeação de um ditador que concentrasse poderes ligeiramente maiores que os do extinto poder moderador. Este cargo não poderia ser hereditário , concordando com pensamento comteano. 